# Otomys saundersiae
Otomys saundersiae é uma espécie de roedor da família Muridae.
Apenas pode ser encontrada na África do Sul.
Os seus habitats naturais são: matagal árido tropical ou subtropical, matagais mediterrânicos e campos de altitude subtropicais ou tropicais.